# Tonnetz
En théorie de la musique, le tonnetz (allemand, réseau tonal) est un graphe, un diagramme représentant l'espace tonal sous forme de grille. Il a été inventé par Leonhard Euler en 1739 pour représenter ce qu'on appelait alors l'intonation juste. Le tonnetz a été utilisé ensuite pour représenter les relations tonales et harmoniques en musique.

## Histoire

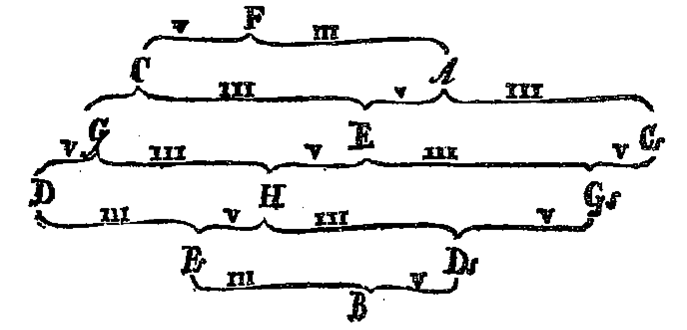
Euler, Tentamen novæ theoriæ musicæ, 1739, p. 147.

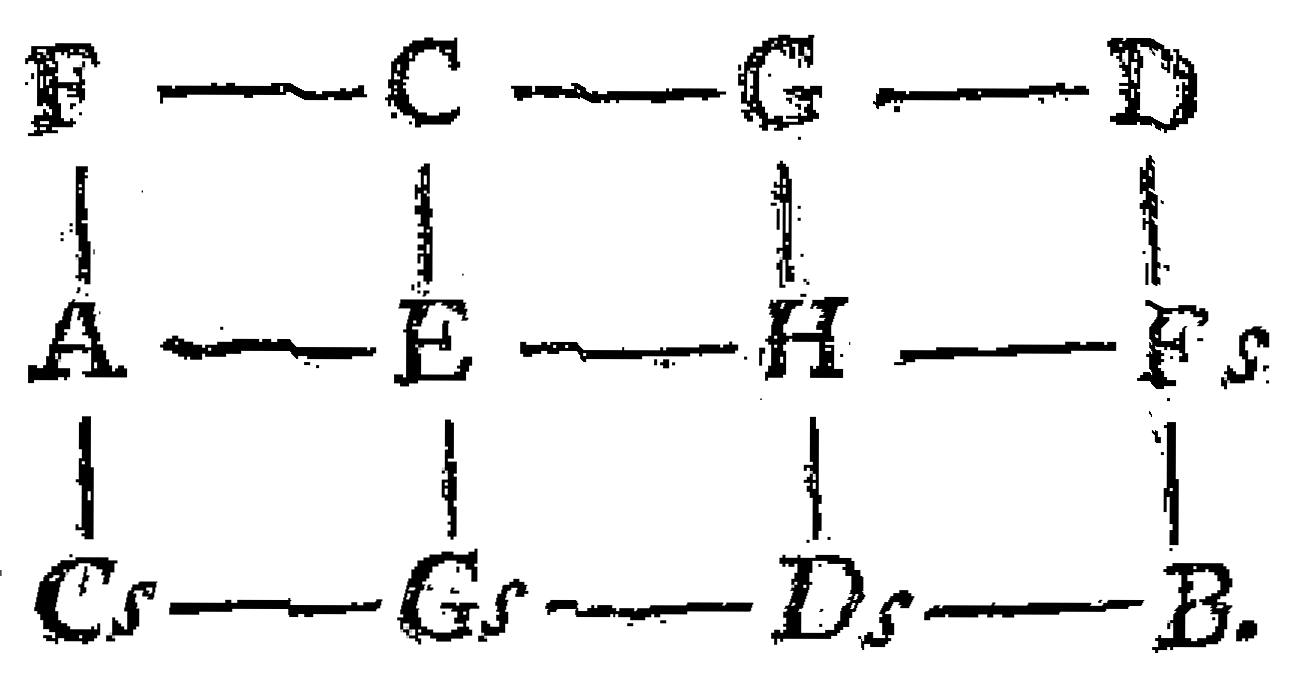
Euler, De harmoniæ veris principiis, 1774, p. 350.

Le tonnetz toroïdal.

Euler a présenté une première version du Tonnetz dans son Tentamen novæ theoriæ musicæ ex certissismis harmoniæ principiis dilucide expositæ de 1739, qui montre en particulier les relations de quinte (rapport 3:2) et de tierce majeure (rapport 5:4) entre les degrés du système. Ainsi par exemple, fa (F) au sommet de l'image ci-contre se rattache par une quinte (v) à do (C) à gauche et par une tierce majeure (III) à la (A) à droite. Une ligne plus bas, do (C) se rattache de même par une quinte (le signe v manque) à sol (G) à sa gauche et par une tierce (III) à mi (E) à sa droite; puis plus loin à droite, la (A), mi (E) et do♯ (Cs) sont séparés des mêmes intervalles, v et III.
La figure peut aussi être vue comme formée de trois lignes obliques, à gauche D–G–C–F (ré–sol–do–fa), au milieu Fs–H–E–A (fa♯–si–mi–la) et à droite B–Ds–Gs–Cs (si♭ [pour la♯] –ré♯–sol♯–do♯); les degrés de chacune de ces lignes séparés par des quintes (marquées V) et les lignes obliques distantes les unes des autres par des tierces majeures (III).
Trente-cinq ans plus tard, Euler a fourni une meilleure version de cette image, appelée cette fois Speculum musicum («Miroir musical») dans De harmoniæ veris principiis per speculum musicum repræsentatis de 1774. Ici, les notes sont alignées horizontalement en quintes, verticalement en tierces majeures. Euler a fait usage de cette figure notamment pour montrer que chacune des lignes horizontales est à un comma de distance de la précédente : si on ajoutait la (A) à droite (et à la quinte) de ré (D) sur la première ligne, il serait un comma plus haut que la (A) de la deuxième ligne, à la tierce majeure de fa (F).
Le Tonnetz fut redécouvert en 1858 par Carl Ernst Naumann (en), puis en 1866 par Arthur von Oettingen (en). Von Oettingen, suivant en cela Naumann, conçoit son Tonnetz avec une extension théoriquement infinie dans toutes les directions (quintes ascendantes ou descendantes, vers la droite ou la gauche; tierces majeures ascendantes ou descendantes, vers le bas ou le haut) : il s'agit encore pour lui, comme chez Euler, de décrire l'intonation juste, mais étendue dans son tableau jusqu'à 80 notes et, théoriquement, jusqu'à l'infini. Hugo Riemann a repris ce tableau et ses conventions dans plusieurs de ses écrits. Dans ces versions du tableau qui concernent l'intonation juste, chaque ligne de quintes est à un comma de distance de ses voisines.
Au XXe siècle cependant, en particulier dans la théorie «néo-riemannienne» (voir ci-dessous), le Tonnetz a été conçu plus souvent comme une représentation au tempérament égal. Dans cette conception, le réseau d'Euler boucle sur lui-même après douze quintes ou trois tierces majeures, parce que les enharmonies sont considérées comme les mêmes notes. Le réseau prend alors une forme toroïdale, l'un des cercles du tore étant formé par le cycle des quintes, l'autre par celui des tierces majeures, comme le montre l'image ci-contre.

## Letonnetznéo-riemannien

Un tonnetz néo-riemannien. L'accord de la mineur (A C E), au centre, est en bleu foncé et celui de do majeur (C E G), son relatif, en rouge vif. La relation entre ces deux tonalités est de type «R» (relatif). La façon dont les triangles du réseau se rattachent l'un à l'autre selon les relations L P R (voir le texte ci-contre) est décrite par une figure en bas à gauche.

La théorie néo-riemannienne, développée dans la seconde moitié du XXe siècle notamment dans des écrits de David Lewin, de Bryan Hyer et de Richard Cohn, doit son nom au fait qu'elle s'inspire de certaines théories d'Hugo Riemann, notamment concernant les enchaînements d'accords à distance de tierce. La théorie néo-riemannienne s'efforce de décrire le passage d'un accord à l'autre par les plus petits mouvements mélodiques possibles : elle se fonde sur la parcimonie des mouvements. Ce faisant, elle ne fait que reprendre des règles énoncées depuis des siècles, selon lesquelles les meilleurs enchaînements sont ceux qui utilisent « le plus court chemin » :
- Charles Masson écrit en 1705 que « Quand on jouë sur la Basse pour accompagner, les Parties supérieures pratiquent tous les Accords qui peuvent être faits sans quitter la corde où ils se trouvent; ou bien elles doivent prendre ceux qu'on peut faire avec le moindre intervalle, soit en montant soit en descendant »[5].
- Selon Jean-Philippe Rameau, « On ne peut passer d'une Notte à une autre que par celle qui en est la plus voisine »[6].
- Johann August Dürrnberger propose en 1841 ce qu'il appelle « La règle du plus court chemin » (Gesetze des nächsten Weges), selon laquelle la ou les voix qui se meuvent d'un accord à l'autre ne peuvent le faire que par le plus court chemin possible[7].
- La règle du plus court chemin a été enseignée par Anton Bruckner[8] à la fin du XIXe siècle au Conservatoire de Vienne, où ses cours ont été suivis notamment par Arnold Schoenberg et Heinrich Schenker.

La théorie néo-riemannienne établit trois enchaînements élémentaires entre les accords parfaits, chaque fois par le mouvement d'une seule voix ; les enchaînements entraînent chaque fois un changement de mode de l'accord (de majeur à mineur ou l'inverse). À ces enchaînements élémentaires correspondent les trois relations de base de l'analyse néo-riemannienne :
- Relation R (relatif) entre un accord et son relatif : de majeur à mineur, l'enchaînement s'obtient par le mouvement de la quinte de l'accord vers sa sixte (par exemple de do-mi-sol à do-mi-la) ou, de mineur à majeur, par le mouvement de la prime à la sous-tonique (de la-do-mi à sol-do-mi).
- Relation L (Leittonwechsel ; le terme est repris à Hugo Riemann) entre un accord et son « contre-relatif » : de majeur à mineur, mouvement de la prime à la sensible (de do-mi-sol à si-mi-sol) ; de mineur à majeur, mouvement de la quinte à la sixte (de mi-sol-si à mi-sol-do).
- Relation P (« parallèle ») entre deux accords homonymes de modes opposés (de do-mi-sol à do-mi-sol ou inversement).

Ces relations correspondent à des mouvements élémentaires sur le tonnetz : c'est pourquoi celui-ci connaît aujourd'hui un succès renouvelé en théorie musicale. La théorie néo-riemannienne a été étendue dans diverses directions, par exemple pour décrire aussi les enchaînements de septièmes, notamment par des représentations en réseaux à trois dimensions et plus. Elle a permis de mettre en lumière des relations cachées, en particulier dans les musiques aux frontières de la tonalité classique.